# شراب جو

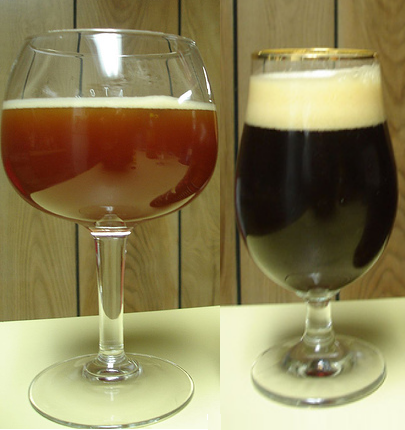
دو لیوان شراب جو

شراب جو (به انگلیسی: Barley wine) به نوشیدنی الکلی ساخته شده از جو گفته می‌شود. بر خلاف شراب انگور، که توسط تخمیر انگور و به‌طور طبیعی از انگور یا میوه‌های شیرین به‌دست می‌آید، شراب جو نتیجهٔ تخمیر نشاستهٔ جو و تبدیل آن به قند است.
این فرایند شبیه به فرایند تولید آبجو می‌باشد. بااین‌حال، تولید آبجو بر پایهٔ روند mashing برای تبدیل نشاسته به قند است درحالی‌که شراب جو با استفاده از فرایندهای amylolytic ساخته می‌شود. این نوشیدنی در کشور انگلستان رواج دارد.